# Edward Manteuffel-Szoege

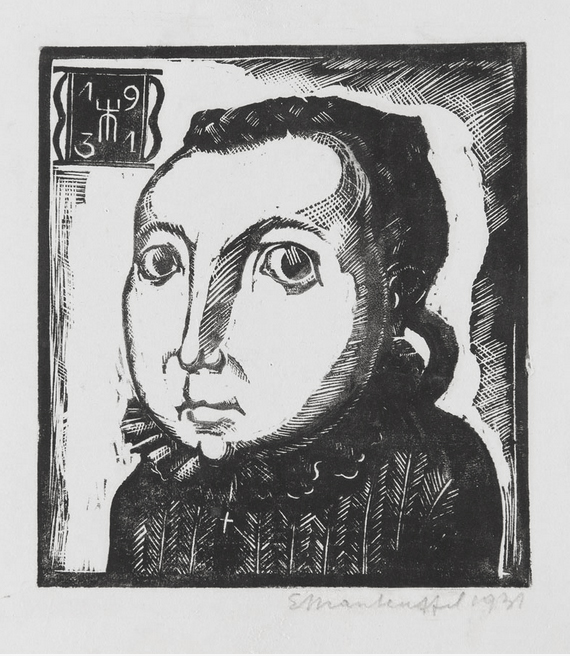
Portret – grafika Edwarda Manteuffla, 1931.

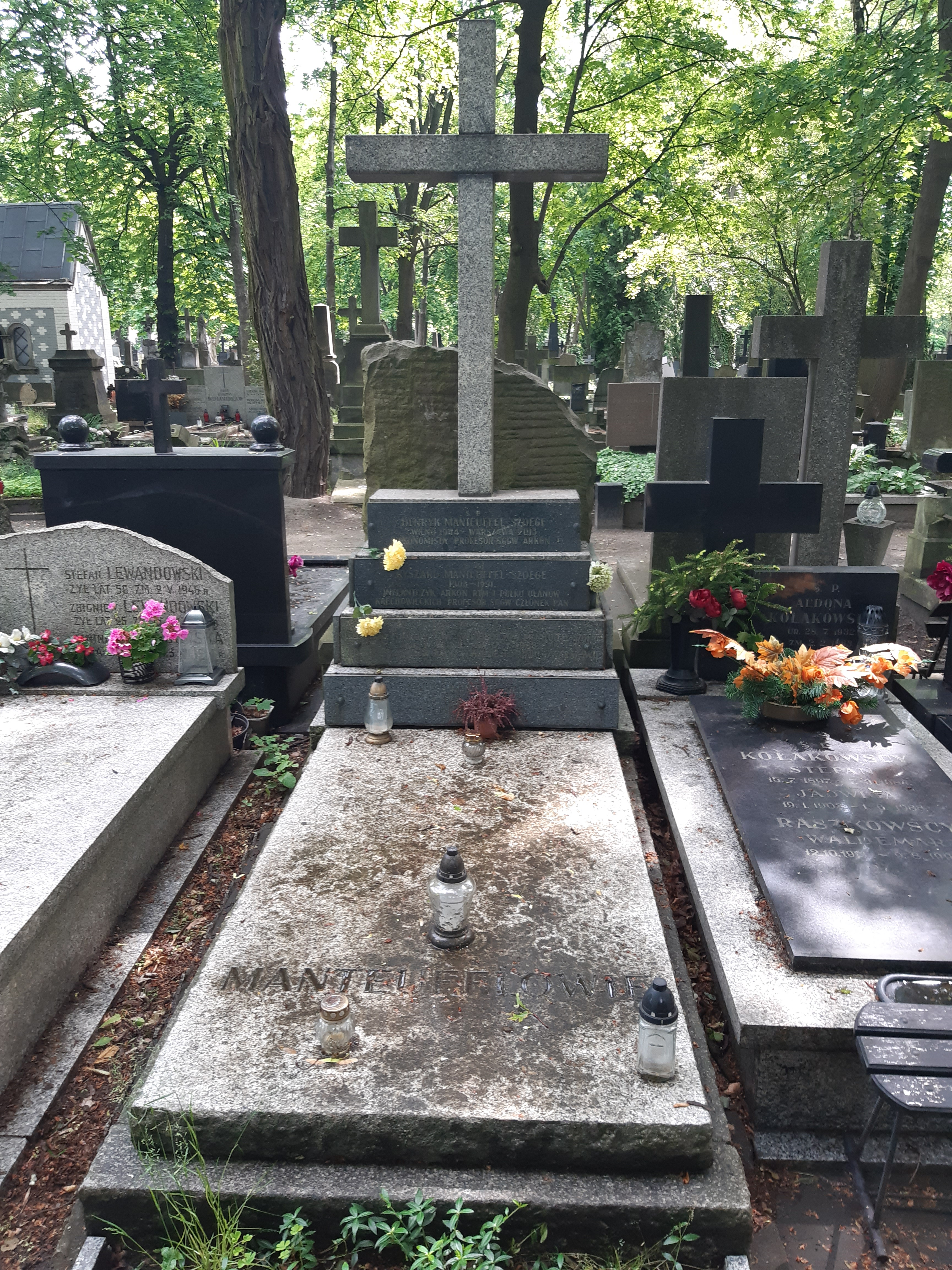
Grób symboliczny Edwarda Manteuffla-Szoegego.

Edward Antoni Manteuffel-Szoege (ur. 22 czerwca?/5 lipca 1908 w Rzeżycy, zm. 1940 w Charkowie) – polski artysta malarz i grafik, podporucznik rezerwy Wojska Polskiego, ofiara zbrodni katyńskiej.

## Życiorys
Urodził się 22 czerwca?/5 lipca 1908 w Rzeżycy, ówczesnym mieście powiatowym guberni witebskiej, w rodzinie Leona (1865–1951), prawnika i Anieli z Zielińskich. Był bratem Tadeusza (1902–1970) i Leona Edwarda (1904–1973) oraz kuzynem Jerzego (1900–1954), Ryszarda (1903–1991), porucznika kawalerii rezerwy, inżyniera, profesora SGGW, Andrzeja (1911–1965), podporucznika kawalerii rezerwy, dziennikarza i Jolanty (1912–1986), lekarza medycyny. Jego stryjem był Józef Manteuffel (1870–1940), pułkownik lekarz Wojska Polskiego, w latach 1921–1927 komendant 4 Szpitala Okręgowego w Łodzi.
Ukończył Gimnazjum św. Wojciecha, a następnie studia w warszawskiej Szkole Sztuk Pięknych, podczas studiów poznał swoją późniejszą żonę Wandę z Zawidzkich. Studiował grafikę i malarstwo na kursie wstępnym w pracowni prof. Karola Tichego, rysunku wieczorowego uczył go prof. Stanisław Czajkowski, a projektowania brył i płaszczyzn prof. Wojciech Jastrzębowski. Razem z poznanym na studiach Antonim Wajwodem uczęszczał na wybrane przedmioty uzupełniające m.in. kreślenie i perspektywa, anatomia i historia sztuki. Na kurs specjalistyczny przeniósł się do pracowni prof. Tadeusza Pruszkowskiego, jego nauczycielami byli również Władysław Skoczylas i Edmund Bartłomiejczyk.
W 1932 ukończył Szkołę Podchorążych Rezerw Kawalerii w Grudziądzu. Dwa lata później brał udział w ćwiczeniach rezerwy w 4 baonie czołgów i samochodów pancernych w Brześciu, a w latach 1936 i 1938 w 5 baonie pancernym w Krakowie. Na stopień podporucznika rezerwy został mianowany ze starszeństwem z 1 stycznia 1935 i 246. lokatą w korpusie oficerów kawalerii. W 1939 został przydzielony w rezerwie do Kadry 9 baonu pancernego w Lublinie.
Po zakończeniu służby wojskowej wrócił na uczelnię, gdzie został asystentem prof. Edwarda Bartłomiejczyka w Katedrze Grafiki Użytkowej. Podobnie jak większość absolwentów pracowni Tadeusza Pruszkowskiego został członkiem Loży Wolnomalarskiej, a rok później członkiem Stowarzyszenia Polskich Artystów Grafików Ryt, skupiającego drzeworytników, uczniów Władysława Skoczylasa i Koła Artystów Grafików Reklamowych. W 1933 razem z Antonim Wajwodem i założył Atelier grafiki dekoracyjno-reklamowej „MEWA”. Nazwa atelier była zestawieniem inicjałów założycieli, w późniejszym czasie do tego tandemu dołączyła Jadwiga Hładkówna. Działalność MEWY stała się znana po tym, jak Edward Manteufel-Szoege i Antoni Wajwód wygrali konkurs na projektowanie witryny Wiadomości Literackich, której dekoracje cieszyły się dużą popularnością. Drugim znaczącym wydarzeniem było przygotowanie plastycznej mapy Polski na wystawę Sport i Turystyka w IPS. Ponadto artysta zajmował się projektowaniem okładek i czasopism, ilustrowaniem książek, dekoracjami wystawienniczymi i projektami witryn. W 1934 Atelier MEWA wygrało konkurs na dekorację wybranych wnętrz pierwszego transatlantyku zbudowanego dla polskiej floty. Wytyczne dotyczące wystroju MS Piłsudski ustanowiła powołana specjalnie Komisja. Edward Manteuffel-Szoege i Antoni Wajwód mieli za zadanie wykonać dekorację jadalni, mającej przedstawiać w sposób plastyczny miasta Polski, oraz dekorację sali zabaw dziecięcych Noe i zwierzęta. Prace te trwały od grudnia 1934 do 22 sierpnia 1935, przed ich ukończeniem wpłynęło zamówienie komisji na prace dekoracyjne na drugim transatlantyku M/S Batory. Od 3 lipca 1935 do marca 1936 Edward Manteuffel-Szoege i Antoni Wajwód wykonali dekorację sali barowej w klasie turystycznej umieszczając cztery panneau zatytułowane Znaki zodiaku. Od jesieni 1935 artysta podjął roczne studia malarskie w Lipsku i Berlinie i musiał dzielić czas pomiędzy pracę i naukę. Do obowiązków w 1935 doszło projektowanie obwolut i okładek do książek wydawanych przez wydawnictwo Jakuba Przeworskiego, projekty tworzyli obaj zaprzyjaźnieni graficy, zarówno pojedynczo, jak i w duecie. W 1937 mimo stopniowego osłabienia współpracy, którego przyczyną było narastające zróżnicowanie stylów i sposobów pracy, Atelier wzięło udział w Międzynarodowej Wystawie Sztuka i Technika w Paryżu. Edward Manteuffel-Szoege otrzymał złoty medal w grupie Reklama, afisze, przedmioty reklamowe za przedstawione projekty okładek. Rozpad MEWY i usamodzielnienie pracy wpłynęło pozytywnie na rozwój kariery artysty, otrzymywał liczne oferty ilustrowania i projektowania okładek książek.
W 1937 wygrał konkurs na projekt zegara słonecznego na Wieży Grodzkiej Zamku Królewskiego w Warszawie i dekorację sklepu E. Wedla przy ulicy Szpitalnej. W 1938 wygrał konkurs na sporządzenie mapy Polski w hallu gmachu Wojskowego Instytutu Geograficznego (przemalowana po 1945). W drugiej połowie 1938 rozpoczął prace nad dekoracjami do wnętrz Urzędu Patentowego i dekoracją poczekalni budowanego Dworca Głównego. W czasie krótkiego okresu twórczego Edward Manteuffel-Szoege był ilustratorem, tworzył ekslibrisy i linoryty, był drzeworytnikiem. Zajmował się również dekoracją wnętrz i malarstwem ściennym.

W 1939 został zmobilizowany. Walczył w kampanii wrześniowej. Dostał się do niewoli sowieckiej i przebywał w obozie w Starobielsku. Wiosną 1940 został zamordowany przez funkcjonariuszy NKWD w Charkowie i pogrzebany potajemnie w masowej mogile w Piatichatkach, gdzie od 17 czerwca 2000 mieści się oficjalnie Cmentarz Ofiar Totalitaryzmu w Charkowie, a dokładna data jego śmierci nie jest znana. Grób symboliczny znajduje się na Cmentarzu Powązkowskim w Warszawie (kwatera 68-2-14).
5 października 2007 minister obrony narodowej Aleksander Szczygło – decyzją nr 439/MON – mianował go pośmiertnie na stopień porucznika. Awans został ogłoszony 10 listopada 2007 w Warszawie, w trakcie uroczystości „Katyń Pamiętamy – Uczcijmy Pamięć Bohaterów”.